# Европейска риба трион
Европейските риби триони (Pristis pristis) са вид хрущялни риби от семейство Риби трион (Pristidae).
Срещат се в тропичните и субтропични крайбрежни води и са критично застрашен вид.
Таксонът е описан за пръв път от Карл Линей през 1758 година.